# Carol Abrams
Carol Abrams és productora de televisió estatunidenca i mare de J.J. Abrams. Va estudiar art a la Universitat Estatal de Pennsilvània, i va realitzar un doctorat en dret a la Whittier College School of Law on va estar exercint de professora durant quatre anys. Actualment és la presidenta de Let’s Pretend Productions, In. També treballa com a autora i productora executiva de televisió, feina per la qual ha rebut diversos reconeixements, entre ells el premi "George Foster Peabody" i el premi "American Center for Children's Television", que va rebre per la seva producció per Disney Channel, The Ernest Green Story (1993). En la seva basant literària, Carol Abrams va escriure la novel·la Teen Knitting Club, i va co-escriure Grandparents and Grandchildren: Shared Memories. A més a més, ha treballat com a guionista en algunes ocasions, entre les quals cal destacar l'obra Second Honeymoon (2001).
Carol Abrams està casada amb Gerald W. Abrams amb el qui ha tingut dos fills, J.J. Abrams i Tracy Abrams. La seva parella i ambdós fills treballen en la indústria de l'audiovisual.